# Quasipolycopidae
De Quasipolycopidae zijn een familie van uitgestorven kreeftachtigen uit de klasse van de Ostracoda (mosselkreeftjes).

## Geslacht
- Quasipolycope Jones 1995 †